# Palácio da Cultura e Ciência (Riga)
Palácio da Cultura e Ciência (Riga) é um arranha-céu, actualmente é o 146º arranha-céu mais alto do mundo. Edificado na cidade de Riga, Letónia, durante a altura em que esta integrava a União Soviética, foi concluído em 1957, com 21 andares.
É, por vezes, também designado informalmente como bolo de aniversário de Estaline.